# Don Felder
Don Felder, właśc. Donald William Felder (ur. 21 września 1947 w Gainesville) – amerykański muzyk rockowy (gitara, instrumenty klawiszowe, śpiew).
Zadebiutował w swoim rodzinnym mieście w zespole The Continentals, w którym występował wraz ze Stephenem Stillsem i Berniem Leadonem. W 1970 założył w Nowym Jorku zespół Flow, z którym nagrał swoją pierwszą płytę. Najbardziej znany jest z występów w amerykańskiej grupie Eagles w latach 1974–1980 i 1994–2001. Wraz z Donem Henleyem i Glennem Freyem skomponował największy przebój zespołu „Hotel California”. Odszedł z zespołu w wyniku nieporozumień finansowych z pozostałymi członkami zespołu, głównie Donem Henleyem i Glennem Freyem. Swoją wersję wydarzeń zawarł w kontrowersyjnej książce autobiograficznej zatytułowanej Heaven and Hell: My Life in the Eagles (1974–1999), która najpierw ukazała się w Wielkiej Brytanii (2007), a następnie w Stanach Zjednoczonych (2008).

## Dyskografia

### Albumy solowe
- 1983: Airborne